# James A. D. Richards

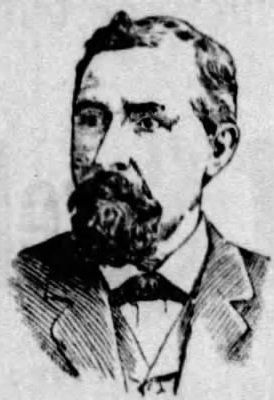
James A. D. Richards

James Alexander Dudley Richards (* 22. März 1845 in Boston, Massachusetts; † 4. Dezember 1911 in New Philadelphia, Ohio) war ein US-amerikanischer Politiker. Zwischen 1893 und 1895 vertrat er den Bundesstaat Ohio im US-Repräsentantenhaus.

## Werdegang
James Richards wuchs in Boston und New York City auf, wo er die öffentlichen Schulen besuchte. Im Jahr 1861 zog er nach New Philadelphia in Ohio. Nach einem anschließenden Jurastudium und seiner 1867 erfolgten Zulassung als Rechtsanwalt begann er dort in seinem neuen Beruf zu arbeiten. Politisch schloss er sich der Demokratischen Partei an.
Bei den Kongresswahlen des Jahres 1892 wurde Richards im 17. Wahlbezirk von Ohio in das US-Repräsentantenhaus in Washington, D.C. gewählt, wo er am 4. März 1893 die Nachfolge von Albert J. Pearson antrat.  Da er im Jahr 1894 nicht bestätigt wurde, konnte er bis zum 3. März 1895 nur eine Legislaturperiode im Kongress absolvieren. In dieser Zeit war er Vorsitzender des Ausschusses zur Kontrolle der Ausgaben des Postministeriums.
Nach dem Ende seiner Zeit im US-Repräsentantenhaus praktizierte James Richards als Anwalt zunächst in Washington und dann wieder in New Philadelphia, wo er am 4. Dezember 1911 starb.